# Galgenen
Galgenen (toponimo tedesco) è un comune svizzero di 5 107 abitanti del Canton Svitto, nel distretto di March.